# Решетняк Олександр Віталійович
Олекса́ндр Віта́лійович Решетня́к (7 листопада 1964, м. Луганськ, Українська РСР, СРСР — 15 червня 2014, м. Луганськ, Україна) — український громадський активіст, учасник Революції Гідності, доброволець.

## Біографія
Олександр Решетняк народився 7 листопада 1964 року в Луганську. Здобув фах електрозварювальника у луганському ПТУ № 45. Мешкав у селищі Веселеньке, що підпорядковане Жовтневому району міста Луганська. Займався громадською роботою. Зокрема, у січні 2014 року разом з іншими активістами викрив міського голову Луганська Сергія Кравченка та його заступника Маноліса Пілавова на незаконному полюванні.
У грудні 2013 року після побиття студентів на майдані Незалежності поїхав до Києва від ГО «Народний фронт Луганщини», згодом здебільшого брав участь у заходах Євромайдану в Луганську. З початком проросійських виступів у Луганську вступив до лав добровольчого батальйону МВС «Тимур», створеного з ініціативи Темура Юлдашева, у ранзі рядового міліції. Через захоплення Юлдашева в заручники сепаратистами батальйон розформували, а Решетняк подався до добровольчого батальйону МВС «Дніпро-1». Під час навчань у Дніпропетровську зазнав розриву ахіллового сухожилля, переніс операцію та повернувся додому в Луганськ. Решетняку в Луганську почали надходити погрози, проте за станом здоров'я він не міг покинути місто.
Увечері 10 червня 2014 року Олександра Решетняка викрали терористи так званої [[Луганська народна республіка|ЛНР] з його власного дому. Разом з ним бойовики намагалися викрасти його сина, проте місцевий священник став цьому на заваді. Решетняк був доправлений до захопленої будівлі обласного управління СБУ, де від нього намагалися отримати інформацію про місця дислокації батальйону «Айдар». 12 червня його з численними травмами було знайдено біля будівлі Луганської ОДА та доправлено до обласної лікарні з вогнепальним пораненням тулуба, зламаним хребтом, відбитими нирками. 15 червня від отриманих у полоні травм Олександр помер у лікарні після кількох операцій. Похований у Луганську.
Через те, що документи батальйону "Тимур" перебувають у будівлі обласного управління МВС у Луганську, який не підконтрольній українській владі, Олександр Решетняк не зазначений в офіційному списку загиблих в зоні АТО міліціонерів.

## Сім'я
Залишилися дружина Лариса та 27-річний син. Через війну на Донбасі та небезпеку переслідувань з боку бойовиків «ЛНР» родина була вимушена залишити свою домівку та оселитися на Київщині, живе в приміщенні однієї зі шкіл Київської області.

## Нагороди
- Орден «За мужність» III ступеня (17 лютого 2016, посмертно) — за громадянську мужність, самовіддане відстоювання конституційних засад демократії, прав і свобод людини, виявлені під час Революції Гідності[8].